# ریچارد استنهوپ
ریچارد استنهوپ (انگلیسی: Richard Stanhope؛ زادهٔ ۲۷ آوریل ۱۹۵۷) قایقران روئینگ اهل بریتانیا است.
وی در مسابقات کشوری و بین‌المللی در مجموع برندهٔ ۳ مدال نقره شده‌است.